# Mycodrosophila parallelinervis
Mycodrosophila parallelinervis är en tvåvingeart som beskrevs av Oswald Duda 1926. Mycodrosophila parallelinervis ingår i släktet Mycodrosophila och familjen daggflugor. Inga underarter finns listade i Catalogue of Life.